# Смерть доктора Острова
«Смерть доктора Острова» (англ. «The Death of Doctor Island») — американська науково-фантастична повість 1973 року американського письменника Джина Вулфа, вперше опублікована як «The Death of Dr. Island».

## Переклади
Повість була перекладена декількома мовами:
| Рік  | Мова       | Назва                     | Перекладач        |
| ---- | ---------- | ------------------------- | ----------------- |
| 1975 | французька | La mort du docteur Île    | Генрі-Люц Планчат |
| 1979 | німецька   | Der Tod des Dr. Island    | Горст Пукаллус    |
| 1982 | німецька   | Der Tod von Doktor Eiland | Лені Собез        |
| 1987 | сербська   | Smrt doktora ostrva       | Регіна Валісєвич  |
| 1992 | польська   | Śmierć Doktora Wyspy      | —                 |

## Нагороди
Повість здобула премію «Неб'юла» за найкращу повість, також була номінована на премію Г'юґо за найкращу повість та посіла перше місце в рейтингу Locus Poll Award  за найкращу повість.